# احیای اکسید فلزات
احیا به معنی کاهش کاتیون فلزات و تبدیل به حالت پایه آن ها(که برای اغلب جامد و برخی حالات دیگر است).

اکسید نقره در دماهای بالاتر از ۲۰۰ درجه سانتی گراد مطابق واکنش 2Ag2O→ 4Ag+O2 تجزیه می‌شود. به این ترتیب که اکسید نقره (Ag2O) به نقره خالص (Ag) و گاز اکسیژن (O2) تبدیل می‌شود.
اکسید پلاتین (PtO) در دمای بالای ۵۰۰ درجه سانتی گراد و همچنین اکسید پالادیوم (PdO) در دمای بالای ۹۰۰ درجه سانتی گراد به فلزشان احیا می‌شوند که طی این فرایند گاز اکسیژن آزاد می‌شود.
تجزیه سایر اکسیدها با استفاده از یک عامل احیا کننده انجام می‌شود که این عامل می‌تواند کربن، مونواکسید کربن، هیدروژن، یا در برخی از موارد یک فلز دیگر با میل ترکیبی بیشتر به اکسیژن نسبت به فلز مورد نظر برای احیا باشد. استفاده از فلزی دیگر برای احیای اکسید مورد نظر وابسته به پتانسل کاهش آنها است. به عبارت دیگر برای احیای اکسید مورد نظر از فلز دیگری استفاده می‌شود به این ترتیب که فلز احیا کننده در کنار اکسید قرار گرفته و به دلیل تمایل بیشتر به به جذب الکترون، آن ها را گرفته و در نتیجه فلز مورد نظر احیا می‌شود. برای مثال برای کاهش یا احیا مس می‌توان از روی استفاده کرد(عملی که در سلول بعضی باتری ها رخ می‌دهد و به سلول گالوانی معروف است) به این صورت که +Cu2 و Zn جامد را در مایعی قرار می دهند و به این صورت روی اکسید شده و به صورت محلول در آمده و مس به صورت رسوب جدا می‌شود.
البته می‌توان این واکنش کاهش را توسط جریان برق هم انجام داد. از این شیوه برای استخراج طلا در بعضی معدان استفاده می‌شود.
اما کربن، مونو اکسید کربن و هیدروژن عوامل احیا کننده‌ای هستند که بیشترین اهمیت صنعتی و اقتصادی را دارند و از مواد اولیه‌ای مثل زغال‌سنگ، نفت یا گاز طبیعی به دست می‌آیند.

## عوامل احیا کننده
عوامل احیا کننده‌ای که به‌طور غالب در متالورژی مورد استفاده قرار می‌گیرد کربن، مونواکسید کربن، هیدروژن یا مخلوط مونوکسید کربن با هیدروژن است. برخی فلزات مانند آلومینیوم، کلسیم، منیزیم و سدیم نیز به عنوان عوامل احیا کننده فلزی شناخته می‌شوند. گاز طبیعی به صورت مستقیم به عنوان یک عامل احیا کننده مورد استفاده قرار نمی‌گیرد به این دلیل که گاز طبیعی در دماهای بالاتر از ۵۰۰ درجه سانتی گراد تجزیه می‌شود و کربن تشکیل می‌دهد؛ بنابراین به‌جای استفاده مستقیم از گاز طبیعی آن را به صورت مخلوطی از مونوکسید کربن و هیدروژن درآورده و از این مخلوط استفاده می‌کنیم. این کار با استفاده از فرایند گازشکنی یا reforming انجام می‌شود که شامل واکنش دادن گاز طبیعی با بخار آب یا کربن دی اکسید که در دماهای بالا در حضور یک کاتالیست انجام می‌شود می‌باشد. با وجود این که مونوکسید کربن تولیدی طی واکنش MO + C → M + CO باعث احیا می‌شود، کربن مهم‌ترین عامل احیا کننده اکسید فلزات است. اکسید فلز (MO) با کربن (C) واکنش می‌دهد و چیزی که بدست می‌آید فلز (M) و مونوکسید کربن (CO) است. کربن معمولاً به صورت کک (Coke) مورد استفاده قرار می‌گیرد. تا قبل از سال ۱۷۳۵ میلادی زغال چوبی که از تقطیر چوب بدست می‌آمد به عنوان ماده احیا مورد استفاده قرار می‌گرفت.

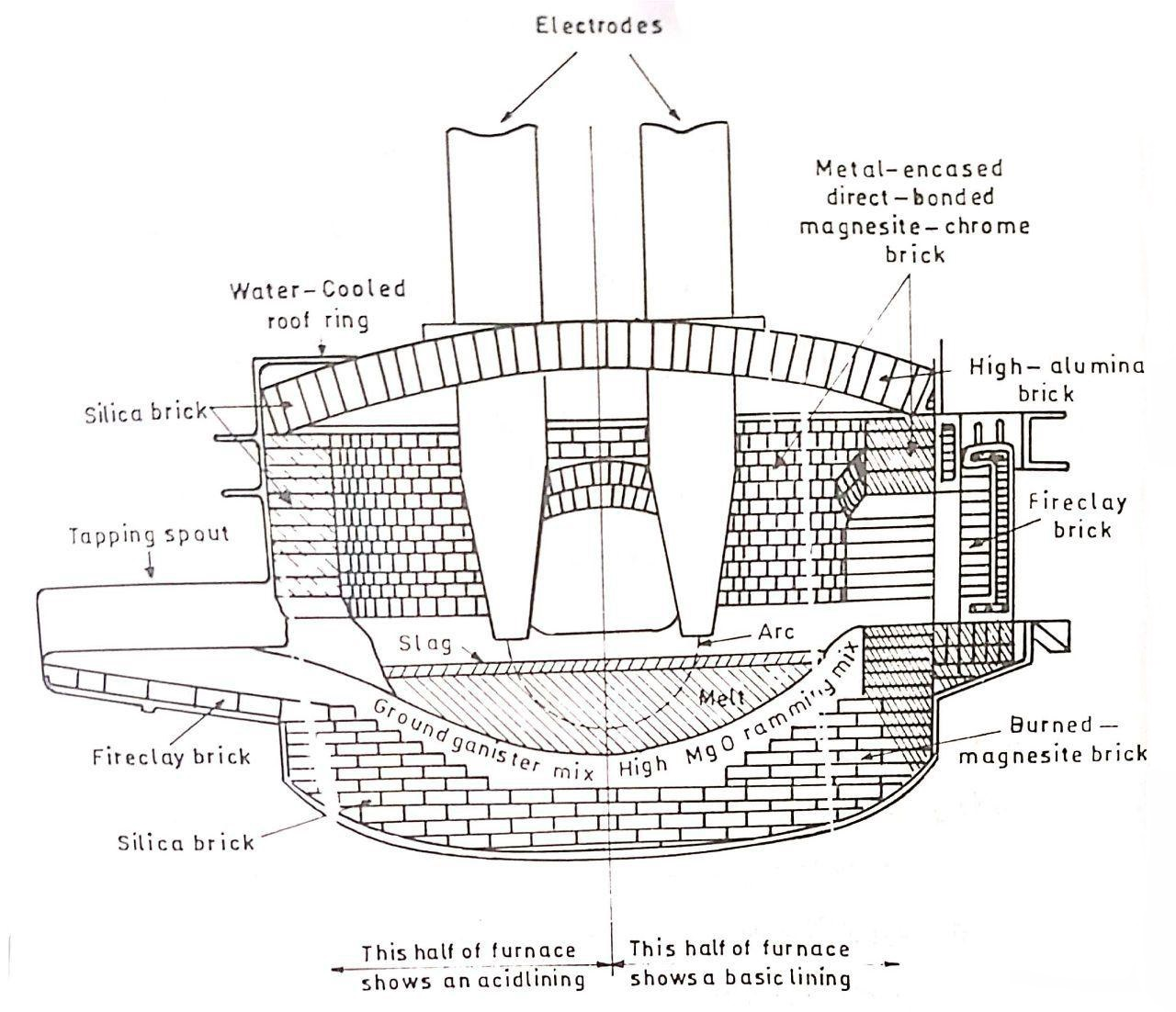
شمای کوره قوس الکتریکی

لزوم استفاده از ماده احیا کننده جامد با استحکام مکانیکی بالا و همچنین ماده‌ای که تخلخل زیاد داشته باشد باعث کشف و تولید کک شد. با وجود این که انتظار می‌رفت با افزایش تولید فولاد در دنیا مصرف کک هم زیاد شود اما پیشرفت‌های حاصله در کوره‌های بلند و تغییراتی که در فناوری فراوری فلزات به‌وجود آمد باعث می‌شود که کک کمتری مصرف شود. همچنین افزایش استفاده از کوره‌های قوس الکتریکی و کانه‌های آهن از پیش احیا شده مصرف کک را تا حد مشخصی کاهش داد.

### زغال‌سنگ
به‌طور کلی ما دو نوع زغال داریم. زغال چوب که از کربنی کردن چوب بدست می‌آید و زغال‌سنگ که به صورت یک ماده معدنی در طبیعت وجود دارد. قبل از توسعه روش‌های معدنکاری برای استخراج زغال‌سنگ، زغال چوب تنها ماده کربنی برای احیا به حساب می‌آمد. اما با فراهم شدن امکان کنترل انفجار گاز در معادن و تخلیه آب معدن با پمپ‌های قوی و تهویه مطبوع معادن با کمک مهندسین معدن و همچنین هشدارهای همزمان سازمان حفاظت محیط زیست در رابطه با قطع درختان، استفاده از زغال‌سنگ به‌جای زغال چوب افزایش پیدا کرد. جدول زیر مثال‌هایی از ترکیب شیمیایی انواع زغال‌سنگ وجود دارد.
| نوع        | درصد رطوبت | آنالیز ماده خشک (%) | آنالیز ماده خشک (%) | آنالیز ماده خشک (%) | آنالیز ماده خشک (%) | آنالیز ماده خشک (%) | آنالیز ماده خشک (%) |
| نوع        | درصد رطوبت | C                   | H                   | O                   | N                   | S                   | خاکستر              |
| Peat       | ۹۱         | ۵۸                  | ۵٫۷                 | ۳۵                  | ۱                   | ۰٫۱                 | ۰٫۲                 |
| Lignite    | ۴۰         | ۶۵٫۶                | ۴٫۵                 | ۲۰٫۲                | ۱٫۱                 | ۱                   | ۷٫۶                 |
| Bituminous | ۲٫۵        | ۷۸٫۳                | ۴٫۱                 | ۱٫۷                 | ۱٫۳                 | ۳٫۲                 | ۱۱٫۴                |
| anthracite | ۵٫۵        | ۸۵٫۵                | ۲                   | ۱٫۴                 | ۰٫۸                 | ۰٫۶                 | ۹٫۶                 |

زغال‌سنگ از بقایای مواد گیاهی‌ای که در حضور حرارت و در غیاب هوا تا حد مشخصی تجزیه می‌شود و در اثر فعالیت‌های زمین‌شناسی تحت تأثیر تغییرات دما و فشار به صورت زغال‌سنگ باقی می‌ماند. مخلوطی پیچیده از ترکیبات عالی شامل کربن، اکسیژن و مقدار اندکی اکسیژن، نیتروژن و گوگرد است. همچنین وقت زغال‌سنگ در حال تشکیل است، مقداری ترکیبات معدنی داخل آن حبس می‌شود که ما آنها را به اسم خاکستر می‌شناسیم. حضور گوگرد در زغال‌سنگ مشکل بزرگی است چون هنگام سوختن زغال‌سنگ علاوه بر آلودگی محیط می‌تواند سایر فلزات را نیز آلوده کند. گوگرد به دو صورت می‌تواند در زغال‌سنگ وجود داشته باشد. گوگرد معدنی که حدود ۸۰ درصد از کل گوگرد است و به صورت ترکیباتی مثل پیریت، پیروتیت و سولفات کلسیم وجود دارد؛ و همچنین مواد آلی گوگرد دار که مابقی گوگرد را تشکیل می‌دهند.
زغال‌سنگ را می‌توان به صورت پودری در افشانه‌های مخصوص مشتعل کرد یا به صورت مخلوطی از مواد مورد نظر و مواد بار کوره درآورد و از آن استفاده کرد. با این حال از میان همه زغال‌سنگ‌ها فقط آنتراسیت به خاطر استحکام مکانیکی نسبتاً بالایی که دارد در کوره‌های بلند اولیه برای ذوب آهن مورد استفاده قرار می‌گیرد. انواع دیگر زغال‌سنگ‌ها به صورت مستقیم در کوره بلند قابل استفاده نیستند به این دلیل که علاوه بر استحکام مکانیکی پایین، در دماهای بالا نرم می‌شوند. با این وجود برای احیا در کوره‌هایی مانند کوره‌های دوار که استحکام مکانیکی بالا در آنها مد نظر نیست می‌توان برای کاهش هزینه‌ها از مواد احیایی ارزان قیمت استفاده کرد.

### کک
کک از زغال‌سنگ و از برش‌های نفتی سنگین بدست می‌آید. با حرارت دادن زغال‌سنگ در دمای بالا در غیاب هوا مواد آلی پیچیده تشکیل دهنده آن تجزیه شده و تشکیل گاز، ترکیبات آلی با وزن مولکولی پایین و پسماند کربنی غیر فراری به نام کک می‌دهد. از طرف دیگر با حرارت دادن برش‌های نفتی سنگین در دمای بالا و غیاب هوا همچنین شکست مولکولی این ترکیبات کک همراه با مشتقات پتروشیمی سبک‌تر بدست می‌آید. همه انواع زغال‌سنگ نمی‌توانند برای تولید کک مورد استفاده قرار بگیرند. زغال‌سنگ کک شونده با حرارت دیدن در غیاب هوا تا دمایی بالاتر از دمای تجزیه در حدود ۱۰۰۰ درجه سانتیگراد اول نرم و سپس منجمد می‌شود و در نهایت به ماده جامدی با استحکام بالا تبدیل شود. زغال‌سنگ‌های کک نشونده با اعمال یک چنین شرایطی به زغالی پودری شکل تبدیل می‌شوند. زغال‌سنگ‌هایی که پس از استخراج از معدن یا پس از تمیز کردن بیش از ۱٫۲۵ درصد گوگرد و ۸ درصد خاکستر نداشته باشند به اسم زغال‌سنگ‌های کک شونده شناخته می‌شوند که آنها را برای تولید کک متالورژیک مورد استفاده می‌دانند. به این دلیل که می‌توان از آنها یک کک قابل استفاده در کوره بلند یا برخی دیگر از فرایندهای متالورژیکی بدست آورد.
دسته‌بندی دیگر در مورد زغال‌سنگ‌های کک شونده بر حسب مقدار ماده فرار آنها هست. کک‌های با درصد بالای مواد فرار حدود ۳۵ درصد ماده فرار دارند در حالی که کک‌هایی که حدود ۲۵ یا ۱۷ درصد ماده فرار دارند به ترتیب کک‌هایی با درصد متوسط و پایین مواد فرار محسوب می‌شوند. انواع خیلی کمی از زغال‌سنگ‌های کک شونده می‌توانند به تنهایی برای تولید کک مورد استفاده قرار بگیرند و به‌طور مثال کک‌هایی با درصد پایین مواد فرار تمایل به متورم و منبسط شدن و آسیب زدن به دیواره‌های کوره کک سازی دارند. در حالی که انواع زغال‌سنگ با درصد مواد فرار بالا ککی با خواص فیزیکی نامطلوب به دست می‌دهند. به همین خاطر زغال‌سنگ‌های کک شونده معمولاً به صورتی از مخلوطی از انواع با درصد مواد فرار بالا و متوسط یا پایین محسوب می‌شوند. به‌طور مثال ماده‌ای با ۸۰ درصد از زغال‌سنگ با مواد فرار بالا و ۲۰ درصد متوسط یا پایین برای تولید کک مورد استفاده قرار می‌گیرد. در تولید کک از مشتقات نفتی، نفت سنگین و ویسکوز به کک و یک هیدروکربن سبک‌تر تبدیل می‌شود.

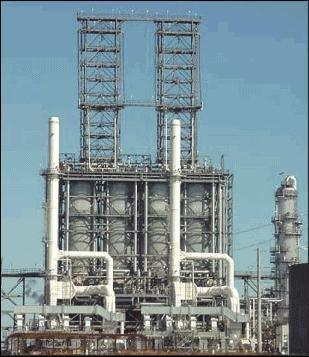
کوره کک سازی تأخیری

در فرایند کک سازی تأخیری برش‌های سنگین نفتی در کوره‌ای تا دمای حدود ۵۰۰ درجه سانتی گراد حرارت داده می‌شود و سپس مخلوط گاز و مایع به یکی از دو استوانه کک سازی وارد می‌شود که در آن دما حدود ۴۵۰ درجه سانتیگراد و فشار بین ۱۰۰ تا ۵۰۰ کیلو پاسکال و زمان اعمال این شرایط حدود ۴۸ ساعت است. پس از این مرحله گازهای تولید شده وارد برج تقطیر شده و کک به صورت مکانیکی تخلیه می‌شود. در فرایند بستر سیار، برش سنگین به صورت داغ وارد رآکتور می‌شود و با پلت‌های کک داغ در دمای ۵۰۰ برخورد می‌کند. محصولات سبک فاز گازی از میان یک مقداری از سیکلون‌ها عبور داده می‌شوند تا ذرات ریز کک آنها جدا شود. در این مرحله کک و مواد تقطیر نشده دیگر که در حال عبور از رآکتور هستند به ذرات کک می‌چسبند و این مواد با استفاده از بخار خارج شده و پس از آن غربال می‌شوند. پلت‌های بزرگ به عنوان محصول مورد استفاده قرار می‌گیرند و پلت‌های کوچک به فرایند بازگردانده می‌شوند. ترکیب شیمیایی تقریبی کک در جدول زیر آمده‌است.
| ترکیب شیمیایی تقریبی کک (%) |           |
| ۸۲–۸۸                       | کربن ثابت |
| ۱–۲                         | مواد فرار |
| ۱۰–۱۵                       | خاکستر    |
| ۱–۱٫۵                       | S         |
| ۰٫۰۵                        | P         |
| ۵–۱۵                        | رطوبت     |

ترکیب شیمیایی تقریبی خاکستر کک نیز طبق جدول زیر است:
| ترکیب شیمیایی تقریبی کک (%) |       |
| ۴۵–۴۹                       | SiO2  |
| ۲۸–۳۵                       | Al2O  |
| ۱۰–۱۲                       | Fe2O3 |
| ۲–۶                         | CaO   |
| ۱–۲                         | MgO   |
| ۰٫۳                         | P     |

### مونوکسید کربن
این گاز با عبور دادن مقدار محدودی از هوا از میان بستری از زغال‌سنگ گداخته مطابق واکنش مقابل تشکیل می‌شود. C + 1/2 O2 → CO مخلوط گازی بدست آمده از این طریق متشکل از ۳۰ درصد CO، ۶۰ درصد N2 و مقداری H2، CH4و H2S است. علاوه بر حضور بخار آب در هوا، هیدروژن و ترکیبات آن از خود زغال‌سنگ هم بدست می‌آیند. در صورتی که CO2 تشکیل شود. این ترکیب با واکنش با زغال‌سنگ مجدداً CO را مطابق واکنش C +CO2 → 2CO تشکیل می‌دهد. این واکنش یک واکنش گرماگیر است و در نتیجه با افزایش دما این واکنش بهبود پیدا می‌کند. واکنش CO2 با C و تشکیل CO به نام دانشمند فرانسوی که اولین بار این واکنش را مورد مطالعه قرار داد واکنش بودوار (Boudouard Reaction) نامگذاری شده‌است.

### مخلوط مونوکسید کربن و هیدروژن
به مخلوط CO با H2 گاز سنتز نیز می‌گویند. به دلیل اینکه این گاز علاوه بر خاصیت احیا کنندگی، در فرایند سنتز آمونیاک و ترکیبات آلی مانند الکل متیلیک نیز مورد استفاده قرار می‌گیرد. این گاز به روش‌های مختلفی تولید می‌شود.
اول با عبور دادن مخلوط بخار و هوا از بستر زغال‌سنگ گداخته و تشکیل CO و H2 مطابق واکنش مقابل تشکیل می‌شود. C + H2O→ CO + H2
در روش دوم با شکستن گاز طبیعی یا گازهای نفتی با بخار و با استفاده از یک کاتالیست نیکلی در لوله‌هایی از جنس فولاد زنگ نزن مطابق واکنش زیر اتفاق می‌افتد. CH4 + H2O → CO + 3H2
تصویر زیر ترکیب گاز حاصله را به عنوان تابعی از درجه حرارت نشان می‌دهد. همان‌طور که دیده می‌شود به دلیل گرما گیر بودن واکنش، با افزایش دما این واکنش بهتر انجام می‌شود. به این صورت که با افزایش دما از ۲۰۰ تا ۱۰۰۰ محصولات واکنش بیشتر تولید می‌شود.
روش سوم تولید این مخلوط گازی واکنش دادن گاز طبیعی یا گازهای نفتی با گازهای حاصل از احتراق کوره‌ها است که عمدتاً شامل CO2 و H2O است.
واکنش‌هایی که در این حالت انجام می‌شوند به این ترتیب می‌باشند:
CH4 + CO2 → 2CO + 2H2 یا CH4 + H2O → CO + 3H2
این واکنش‌ها در لوله‌هایی از جنس فولاد آلیاژی خاصی بدست می‌آید. به این دلیل که این نوع از فولاد به عنوان کاتالیزور عمل می‌کند.
روش چهارم اکسیداسیون جزئی گاز طبیعی با گازهای نفتی با مقدار محدودی هوا یا O2 مطابق واکنش زیر است.
CH4 + 1/2 O2 → CO + 2H2

### هیدروژن
استفاده از هیدروژن نیاز به تدابیر امنیتی شدیدی دارد. به دلیل این که در شرایط خاصی این گاز با هوا ترکیبات قابل اشتعالی را تولید می‌کند و ممکن است خطرناک باشد.
این گاز به دو روش انجم می‌شود:
اول الکترولیز آب در صورت ارزان بودن انرژی الکتریکی
روش دوم مخلوط CO و H2O مطابق واکنش‌های قبل است.
می‌توان با استفاده از هیدروژن حدود ۳۰ فلز را از ترکیبات آنها احیا کرد. در واقع هیدروژن با وجود گران بودن عامل احیا کننده قوی و بسیار پرکاربردی است.
با توجه به جدول پتانسیل کاهش +H می‌تواند عناصری با E بزرگ تر از صفر را احیا کند مثل مس 2بار مثبت